# Gymnoclytia minuta
Gymnoclytia minuta är en tvåvingeart som beskrevs av Brooks 1946. Gymnoclytia minuta ingår i släktet Gymnoclytia och familjen parasitflugor. Inga underarter finns listade i Catalogue of Life.